# Gaetano Tacconi
Gaetano Tacconi (Bologna, 4 dicembre 1829 – Bologna, 5 settembre 1916) è stato un politico italiano.

## Biografia
Dottore, deputato e senatore, partecipò al Risorgimento. Nel 1859 fece parte del governo Farini. Eletto deputato democratico nel 1874 e come indipendente nel 1890, nel 1876 sostenne la Destra storica.  Consigliere comunale e provinciale dal 1873 al 1908, fu tra i più longevi sindaci di Bologna. Fu nominato Senatore del Regno nel 1910.
Massone, fu iniziato nel 1860 nella Loggia "Galvani" di Bologna e nel 1885 fu affiliato alla loggia romana "Propaganda massonica" del Grande Oriente d'Italia. Nel 1884 la Massoneria bolognese gli offrì la presidenza onoraria del comitato per l'erezione di un monumento ad Ugo Bassi.